# Masicera inclinans
Masicera inclinans là một loài ruồi trong họ Tachinidae.